# A Bucktown Romance
A Bucktown Romance è un cortometraggio muto del 1913 prodotto dalla Kalem Company. Il nome del regista non viene riportato nei titoli.
Distribuito in sala dalla General Film Company nel marzo 1912, il film era interpretato da Tom Moore e Stuart Holmes. L'altra protagonista, Eileen Errol, qui è in uno dei suoi pochi ruoli cinematografici. Girò solo altri tre film, The Belle of New Orleans (1912), The Gent from Honduras (1912), Her Sister (1917).

## Trama
Al villaggio, dopo la lettura del testamento del suo defunto marito, la vedova Lane viene a sapere che se si sposerà di nuovo perderà la rendita di 1.700 dollari l'anni che lui le ha lasciato. Perk Cherry, leggendo sul giornale del reddito della vedova, decide che questa è un'ottima occasione per uno scapolo e, munitosi di un mazzo di fiori, decide di presentarsi alla sua porta. Ma scopre di non essere l'unico pretendente e di avere un rivale in Roost Sweet. Per eliminarlo nella corsa alla mano della vedova, gli scrive che gli cederà tutto il suo negozio di barbiere per trenta dollari se lascerà stare la vedova. A Roost sembra un buon affare e, prendendo in prestito i trenta dollari dalla vedova, compra il negozio.
 Il giorno seguente, però, Roost legge il testamento con la clausola. Scrive allora un biglietto alla vedova, rompendo il fidanzamento, cosa che fa arrabbiare la donna e provoca una vivace discussione tra i due. Perk chiama la vedova e si mette d'accordo con lei per vendicarsi di Roost. Lei gli fornisce il denaro per una nuova attrezzatura da barbiere e, entrata in società con lui, apre un nuovo salone, mentre Roost aspetta invano i clienti nel vecchio negozio.

## Produzione
Il film fu prodotto dalla Kalem Company.

## Distribuzione
Distribuito in sala dalla General Film Company, il film - un cortometraggio in una bobina - uscì nelle sale cinematografiche statunitensi il 22 marzo 1912.